# Peperomia macrothyrsa
Peperomia macrothyrsa är en pepparväxtart som beskrevs av Friedrich Anton Wilhelm Miquel. Peperomia macrothyrsa ingår i släktet peperomior, och familjen pepparväxter. Inga underarter finns listade i Catalogue of Life.